# لغة تشيلوبا
تشيلوبا ويطلق عليها أيضاً لوبا كاساي أو لوبا لولوا هي فرع من لغات البانتو يتحدث بها مواطنو جمهورية الكونغو الديمقراطية حيث تعتبر اللغة الرسمية في هذه الدولة.

## التصنيف
تصنف لغة تشيلوبا ضمن فرع لغات البانتو التي تعد إلى لغات الكونغو نيجيرية. تشيلوبا هي اللغة التي يتحدث بها أهل البالوبا.

## التوزيع الجغرافي
يتكلم بلغة التشيلوبا أكثر من 6.3 مليون نسمة في مقاطعتي كاساي الغربية وكاساي الشرقية في جمهورية الكونغو.

## المفردات
عرفت كلمات وألفاظ لغات البانتو في شهر يونيو من عام 2006 بواسطة (ترجمة اليوم) والتي هي شركة ترجمة بريطانية.